# Централа на БМВ
Централата на BMW (на немски: BMW-Hochhaus), също Кулата BMW“ (BMW-Turm) и „4-те цилиндъра“ (BMW-Vierzylinder), е административна сграда в Мюнхен, Германия, в която от нейното откриване през 1973 г. се помещава главното управление на компанията BMW.
Представлява небостъргач под формата на 4 цилиндъра, разположени плътно един до друг. Със своите 101 m сградата е 5-а по височина в града и 66-а в страната. През 1999 г. зданието е признато за „историческо“ и се намира под защитата на държавата. Разположена е в съседство с изградения по същото време Олимпийски парк и е сред забележителностите на Мюнхен.

## Описание
Строителството на зданието тече от 1968 до 1972 г. и е завършено точно с началото на Олимпийските игри, състояли се в града. Архитект е австриецът Карл Шванцер. 22-етажният небостъргач с височина 101 m е открит на 18 май 1973 г.. Външно зданието наподобява четирицилиндров двигател, а разположеният в съседство музей изобразява глава на цилиндър.
Всичките 4 „цилиндъра“ стоят не направо на земята, а на незабележима централна опора. Диаметърът на зданието е 52,3 m. Стойността на строежа е 109 млн. марки. През 2013 г. в зданието работят около 1500 служители.
На носещата кръстачка на върха на кулата първоначално е имало план да се разположи огромен корпоративен логотип, но архитектурното ведомство на Мюнхен счело това за твърде дръзко. Компанията започва съдебен процес, и докато той тече, в началото на Олимпиадата, закача своите емблеми, напечатани на големи платна, така че да се виждат от олимпийския стадион. За тази проява BMW е глобена със 110 000 марки. Едва през есента на 1973 г. концернът получава разрешение да закачи своите логотипи и от четирите страни на сградата.
През 1975 г. сградата „играе“ важна роля във филма „Ролербол“: там тя изобразява офиса на компанията „Енергия“, като знаците на BMW са заменени с логото на измислената компания – оранжеви кръгове. Зданието се е „снимало“ и в италианския филм на ужасите Suspiria, а намиращият се в съседство Музей на BMW във филма представлява психиатрична клиника.
Централата на BMW е най-високо здание на Мюнхен от 1972 до 1981 г., когато е завършено строителството на HVB Tower (114 m).